# Upton Park FC
Upton Park FC var en fotbollsklubb i London i England kring år 1900. Laget representerade Storbritannien i den olympiska fotbollsturneringen år 1900, som man vann. Klubben deltog även i FA-cupen.
Klubben bildades 1866 och var ett av de 16 lag som spelade i första upplagan av FA-cupen säsongen 1871/1872; De vann aldrig tävlingen, men gick till kvartsfinal fyra gånger.
Klubben fortsatte spela minst fram till 1911, enligt senare källor.